# إيرما كيلر
إيرما كيلر هي مغنية ومغنية أوبرا سويسرية، ولدت في 20 أبريل 1924، وتوفيت في 27 أغسطس 1982.